# Nobody's Girl
"Nobody's Girl" é um single da cantora canadense de country music Michelle Wright. Lançado em  1996, foi o primeiro single do disco For Me It's You. A canção alcançou o topo da parada da revista  RPM de musica Country em agosto de 1996.

## Paradas
| Categora(1996)                              | Posição alcançada |
| ------------------------------------------- | ----------------- |
| Canadian RPM Country Tracks                 | 1                 |
| U.S. Billboard Hot Country Singles & Tracks | 50                |